# Трикокия
Трикокия, също Чатурия, Чатурния (на гръцки: Τρικοκκιά, до 1927 година: Τσαπουρνιά, Цапурния), е село в Република Гърция, в дем Дескати на област Западна Македония.

## География
Селото е разположено на 580 m надморска височина, на географската граница на Македония с Тесалия. Намира се на около 35 km югоизточно от град Гревена в северното подножие на Старба. На юг граничи с тесалийските села Теотокос и Аспроклисия.

## История

### В Османската империя
Според някои твърдения основателите на селото са строители преселници от Епир, от селищата около град Коница.
В края на XIX век Чатурия е погранично село в югоизточния край на Гребенската каза на Османската империя. След присъединяването през 1881 година на Тесалия към Кралство Гърция новата османо-гръцка граница минава на около един километър южно от селото. Според статистиката на Васил Кънчов през 1900 година Чатурия е смесено мюсюлманско-християнско гръкоезично село, в което живеят 135 валахади (гръкоезични мюсюлмани) и 130 гърци християни.
На Етнографската карта на Битолския вилает на Картографския институт в София от 1901 година Чапурно е смесено село гърци християни и гърци мохамедани в Гревенската каза на Серфидженския санджак с 53 къщи. Същевременно Чапурния е показано като чисто гръцко село в Еласонската каза на Серфидженския санджак с 29 къщи.
Според статистика на Серфидженския санджак на гръцкото консулство в Еласона от 1904 година в Цапурния (Τσαπουρνιά), Гревенска каза, живеят 304 гърци елинофони християни.

### В Гърция
През Балканската война в 1912 година в селото влизат гръцки части и след Междусъюзническата в 1913 година Чатурия влиза в състава на Кралство Гърция.
През 1927 година името на селището е сменено на Трикокия.
На храмовия празник на църквата „Света Параскева“ (26 юли) в местността Калаподи се стичат от много хора от региона за да почетат чудотворната икона на светицата. Основната селска църква „Успение Богородично“ е от втората половина на ХІХ век. На нейния празник Голяма Богородица (15 август) се провежда главният селски събор.
| Име     | Име     | Ново име | Ново име | Описание                        |
| ------- | ------- | -------- | -------- | ------------------------------- |
| Магазия | Μαγαζιά | Ксефото  | Ξέφωτο   | местност (551 m) СЗ от Трикокия |

| Година    | 1913 | 1920 | 1928 | 1940 | 1951 | 1961 | 1971 | 1981 | 1991 | 2001 | 2011 | 2021 |
| --------- | ---- | ---- | ---- | ---- | ---- | ---- | ---- | ---- | ---- | ---- | ---- | ---- |
| Население | 396  | 324  | 327  | 436  | 403  | 476  | 403  | 398  | 320  | 305  | 235  | 180  |

## Личности
Родени в Трикокия
- Панос Зидрос (Панайотис Зидрос) (1630 – 1750), известен гръцки клефт (хайдутин).